# Green River (Kentucky)
Der Green River (englisch für „Grüner Fluss“) ist ein linker Nebenfluss des Ohio River mit einer Länge von etwa 600 km und einem Einzugsgebiet von 23.850 km².
Der Fluss verläuft ausschließlich im US-Bundesstaat Kentucky, das Einzugsgebiet erstreckt sich auch zu einem kleinen Teil nach Süden bis Tennessee. Der Green River entspringt nahe Danville, verläuft in generell westlicher Richtung mit einem leichten Bogen nach Norden, bis er bei Owensboro in den Ohio River mündet. Dabei überwindet er einen Höhenunterschied von rund 385 m.
Der Fluss trägt seinen Namen wegen der Färbung des Wassers in den für die Region ungewöhnlich tiefen Abschnitten. Nach anderen Angaben ist er nach General Nathanael Greene benannt.

## Verlauf
Der Oberlauf des Green River liegt im Karst-Gebiet des Interior Low Plateaus, seine wesentlichen Zuflüsse des Abschnitts entspringen in Karsthöhlen, insbesondere im Mammoth-Cave-Nationalpark, durch den der Fluss auf etwa 40 km verläuft. Die Region wird intensiv landwirtschaftlich genutzt und zeichnet sich durch sanfte Hügel aus. Der Green River Lake ist ein Stausee am Oberlauf nahe Greensburg, der 1969 zum Hochwasserschutz durch das United States Army Corps of Engineers angelegt wurde und heute als Green River Lake State Park zu Erholungszwecken genutzt wird.
Der Unterlauf fließt durch die Steinkohle-Reviere Kentuckys, die Landschaft ist durch gewaltige Tagebau-Komplexe geprägt. Der Fluss ist hier wasserbaulich stark gefasst in sieben Schleusen und Staudämmen, die ihn zum Transport der Kohle schiffbar machen.

## Geschichte
In prähistorischen Zeiten war der untere Green River ein wesentliches Siedlungsgebiet. Jäger-und-Sammler-Kulturen sind seit paläoindianischer Zeit nachgewiesen. In der mittleren archaischen Periode um 3000 v. Chr. lebten Menschen zu allen Jahreszeiten am Fluss. Sie ernährten sich überwiegen von Fischen und Süßwasser-Mollusken, aus den Schalen der Muscheln und Schnecken entstanden an den immer wieder aufgesuchten Orten gewaltige Haufen, die aus unbekannten Gründen später gezielt erweitert wurden. Der bedeutendste archäologische Fundort dieser Zeit ist Indian Knoll.
Das Gebiet wurde ab dem 17. Jahrhundert von überwiegend französischstämmigen Pelzhändlern erkundet und wegen seiner guten Ackerböden nach dem Unabhängigkeitskrieg bevorzugt von Veteranen besiedelt. 1842 wurden die ersten Schleusen gebaut, um den Unterlauf schiffbar zu machen, bis 1901 wurden weitere errichtet, so dass der Fluss bis zum späteren Nationalpark kommerziell genutzt werden konnte. Nach der Einrichtung des Mammoth-Cave-Nationalparks 1941 wurden in den folgenden Jahren zwei Schleusen und Staudämme abgerissen und der natürliche Verlauf des Flusses wieder hergestellt. Die Schleuse #6 unmittelbar unterhalb des Nationalparks, deren Staubereich bis in das Schutzgebiet reicht, ist umstritten. Ein Abriss wurde geplant, ist aber bisher nicht umgesetzt. 1969 wurde am Oberlauf der Green River Lake aufgestaut.

## Ökologie
Der Oberlauf des Green Rivers ist ökologisch außerordentlich vielfältig mit 151 Fischarten und 71 verschiedenen Arten Süßwasser-Mollusken. Mehrere Fische, Muscheln, Schnecken und Süßwasserkrebse sind endemisch für den Oberlauf des Green Rivers. Die Qualität der Lebensräume verschlechterte sich jedoch unterhalb des Green River Lakes durch den Bau des Staudamms. Die Stauung verzögerte den Ablauf im Frühling und obwohl der Verlauf der Schwankungen im Abfluss in den anderen Jahreszeiten etwa dem natürlichen Wasserregime folgte, war insbesondere im Herbst das Wasser aus dem Stausee erheblich kälter als natürlicherweise im flachen Fluss ablaufendes. Daraus ergaben sich negative Folgen für die Laicherfolge von Fischen, Muscheln und Krustentieren. Seit 2002 steuert das US Army Corps of Engineers den Abfluss des Staudamms auf Betreiben der Naturschutzorganisation The Nature Conservancy so, dass die schädlichen Folgen minimiert werden. Seitdem vermehren sich insbesondere die besonders gefährdeten Muschelarten wieder deutlich besser. Die Organisation bezeichnet den Green River „als Kentuckys Kronjuwel der Flusssysteme und eine nationale Schatztruhe an Biodiversität“ und betreibt ein Programm zum Ankauf besonders wertvoller Flächen am Oberlauf des Green Rivers, die dauerhaft dem Naturschutz gewidmet werden.
Mittellauf und Unterlauf des Flusses sind durch den Eintrag von sauren Abwässern aus Bergwerken, die Schifffahrt und den massiven Wasserbau belastet.